# La meravigliosa, stupenda storia di Carlotta e del porcellino Wilbur
La meravigliosa, stupenda storia di Carlotta e del porcellino Wilbur (Charlotte's Web) è un film d'animazione del 1973. È l'adattamento cinematografico del romanzo La tela di Carlotta di E. B. White.

## Trama
Sono nati dei maialini nella fattoria Arable, ma uno è proprio un "nanerottolo" perciò John Arable decide di ammazzarlo, ma quando sua figlia Fern viene a sapere del destino del maialino, lo salva e dice a suo padre che è assurdo ucciderlo solo perché è più piccolo degli altri. Raccoglie il porcellino e lo chiama Wilbur. Tuttavia, dopo solo sei settimane, John Arable dice a Fern che è tempo per Wilbur di essere venduto. Il giorno dopo la stessa voce canta una canzone che parla di non scoraggiarsi, e si rivela essere un ragno di nome Carlotta. Diventati amici, è lei che salva Wilbur scrivendo messaggi sulla sua tela (da qui il titolo del film) che elogiano il maialino, e lo fanno diventare un'attrazione locale. Ma alla fine Carlotta muore, non prima però di aver deposto le uova per i suoi cuccioli che lascia in eredità a Wilbur. Di questi 514 ragnetti, 511 lasceranno la stalla ma tre di loro Joy, Aranea, e Nellie rimangono con Wilbur, e non faranno mai perdere la memoria di Carlotta.

## Sequel
Il film ha avuto un sequel, nel 2003, realizzato con il film d'animazione La grande avventura di Wilbur - La tela di Carlotta 2, con David Berón come protagonista.

## Remake
Nel 2006 viene realizzato una coproduzione con Paramount Pictures, Walden Media, The Kerner Entertainment Company, e Nickelodeon Movies. Personaggi in carne e ossa: Julia Roberts nella parte di Charlotte, Dakota Fanning nella parte di Fern, e Steve Buscemi nella parte di Templeton. Il film, diretto da Gary Winick, ha avuto un discreto successo.